# سيباستيان شيبر
سيباستيان شيبر (بالألمانية: Sebastian Schipper) (و. 1968 – م) هو ممثل، ومخرج سينمائي، وكاتب سيناريو، وممثل مسرحي، وممثل أفلام من ألمانيا . ولد في هانوفر.

## روابط خارجية
- سيباستيان شيبر على موقع IMDb (الإنجليزية)
- سيباستيان شيبر على موقع مونزينجر (الألمانية)
- سيباستيان شيبر على موقع قاعدة بيانات الأفلام العربية
- سيباستيان شيبر على موقع ألو سيني (الفرنسية)
- سيباستيان شيبر على موقع أول موفي (الإنجليزية)
- سيباستيان شيبر على موقع قاعدة بيانات الأفلام السويدية (السويدية)
- سيباستيان شيبر على موقع ديسكوغز (الإنجليزية)
- سيباستيان شيبر على موقع قاعدة بيانات الفيلم (الإنجليزية)
- سيباستيان شيبر على موقع كينوبويسك (الروسية)